# 房前善行
房前　善行（ふさまえ　よしゆき、1967年6月13日 -）は福岡県出身の日本の柔道家。身長173cm。現役時代は86kg級の選手。

## 人物
花畑中学3年の時に全国中学校柔道大会団体戦の準決勝で古賀稔彦率いる弦巻中学に敗れて3位だった。福岡大学附属大濠高校2年の時に金鷲旗で3位になった。全国高校選手権では決勝で古賀稔彦率いる世田谷学園高校に敗れて2位だった。3年の時には金鷲旗で3位だった。福岡大学1年の時に新人体重別86kg級で2位になった。2年の時には3位だった。3年の時には体重別で3位となった。1990年に九州電力の所属になると、講道館杯では決勝でマルナカの岡田弘隆に敗れるも2位になった。嘉納杯では決勝でフランスのジャン＝ルイ・ジェモンに開始早々の裏投で敗れた。1991年と1992年の講道館杯と体重別では、それぞれ3位に入った。

## 主な戦績
- 1982年 -　全国中学校柔道大会団体戦　3位
- 1984年 -　金鷲旗　3位
- 1985年 -　全国高校選手権　2位
- 1985年 -　金鷲旗　3位
- 1986年 -　新人体重別　2位
- 1987年 -　新人体重別　3位
- 1988年 -　体重別　3位
- 1990年 -　講道館杯　2位
- 1990年 -　嘉納杯　優勝
- 1991年 -　講道館杯　3位
- 1991年 -　体重別　3位
- 1992年 -　講道館杯　3位
- 1992年 -　体重別　3位

(出典、JudoInside.com)。